# Andrea Ghetti
Monsignor Andrea Ghetti, detto Baden (Milano, 11 marzo 1912 – Tours, 5 agosto 1980), è stato un presbitero, educatore e attivista italiano, noto soprattutto per le sue attività legate allo scautismo clandestino e alla Resistenza in Lombardia dall'inizio dell'epoca fascista fino a dopo la seconda guerra mondiale.

## Biografia

### Impegno giovanile negli scout e nella resistenza
In seguito a un incontro estivo con un reparto di esploratori pistoiesi, nel 1927 entra nel reparto del gruppo scout ASCI Milano 11, iniziando assieme al fratello minore Vittorio una lunga avventura scout che segnerà la loro vita. Dopo aver pronunciato la sua Promessa scout in aprile, il 6 maggio 1928 assiste all'auto-scioglimento dell'ASCI, imposto dal regime fascista. Tuttavia, già domenica 20 maggio ritorna a svolgere attività scout e dall'autunno 1929 farà parte del gruppo clandestino delle Aquile randagie fondato da Giulio Cesare Uccellini fino alla fine della seconda guerra mondiale, aiutando tra l'8 settembre 1943 e il 25 aprile 1945 numerosi ebrei, perseguitati politici e militari alleati a rifugiarsi in Svizzera tramite l'O.S.C.A.R. (Opera Scautistica Cattolica Aiuto Ricercati).
Nel frattempo, dopo la laurea in Filosofia a indirizzo psicologico all'Università Cattolica del Sacro Cuore, discussa il 30 ottobre 1935 rifiutandosi di indossare l'obbligatoria camicia nera fascista, l'8 novembre entrò nel Seminario Lombardo di Roma. Il 26 marzo 1939 celebrò la sua prima messa nella chiesa di S. Maria Incoronata, sua parrocchia natale; divenne poi insegnante a Lecco e quindi a Milano di storia, filosofia e religione.
Nel 1942 conobbe insieme a Uccellini la zona di Montecchio Sud, vicino a Colico, sul lago di Como, che dopo la guerra sarebbe diventata la prima e principale base scout d'Italia. Nel 1945 fu nominato Assistente Ecclesiastico regionale dell'ASCI Lombarda: in questo ruolo, con l'assenso dell'arcivescovo di Milano, cardinal Alfredo Ildefonso Schuster, promosse la rinascita dello scautismo cattolico in Lombardia assieme a Uccellini e al fratello Vittorio. Il suo ruolo nello sviluppo del metodo fu paragonabile a quello di responsabili nazionali come Osvaldo Monass, Salvatore Salvatori e Fausto Catani; lanciò fra l'altro la rivista R-S Servire, per i rover e i capi.

### Dopoguerra e attività di solidarietà
Mons. Ghetti fu molto attivo nel campo della carità e del servizio. Nell'estate 1949 ideò e realizzò con i rover la Freccia Rossa della Bontà dall'Italia alla Norvegia per raccogliere fondi a favore dei mutilatini di don Gnocchi.
Il 18 novembre 1951 progettò il primo intervento di rover a favore delle popolazioni colpite dall'alluvione del Polesine. Il 21 novembre 1956 partì, a capo di una delegazione della diocesi, per aiutare i profughi della rivolta ungherese.
Il 10 ottobre 1963 partì per il Vajont, dove coordinò i soccorsi della diocesi. A partire dagli anni settanta sostenne l'opera di Fratel Ettore in favore dei "barboni" di Milano.

### Impegno pastorale ed editoriale
Il 4 ottobre 1959 fu nominato parroco della chiesa di S. Maria del Suffragio, dove rimase fino alla morte. Anche in conseguenza di ciò, nel gennaio 1960 lasciò la carica di Assistente Ecclesiastico Regionale dell'ASCI lombarda continuando a essere l'Assistente Ecclesiastico del Gruppo Scout Milano 1º, che si insediò nella sua parrocchia.
Nell'aprile 1960, su richiesta dell'arcivescovo, cardinal Giovanni Battista Montini, assunse l'incarico di direttore responsabile de Il Segno, neonato bollettino mensile della diocesi, che mantenne fino alla morte.
Nel 1974, preoccupato dai rischi educativi connessi alla unificazione dell'Associazione Scouts Cattolici Italiani (ASCI) e dell'Associazione Guide Italiane (AGI) nell'Associazione Guide e Scouts Cattolici Italiani (AGESCI), partecipò alla fondazione del Centro Studi ed Esperienze Scout Baden-Powell. Al contrario di molti altri critici, rimase però nell'AGESCI.

### Epilogo

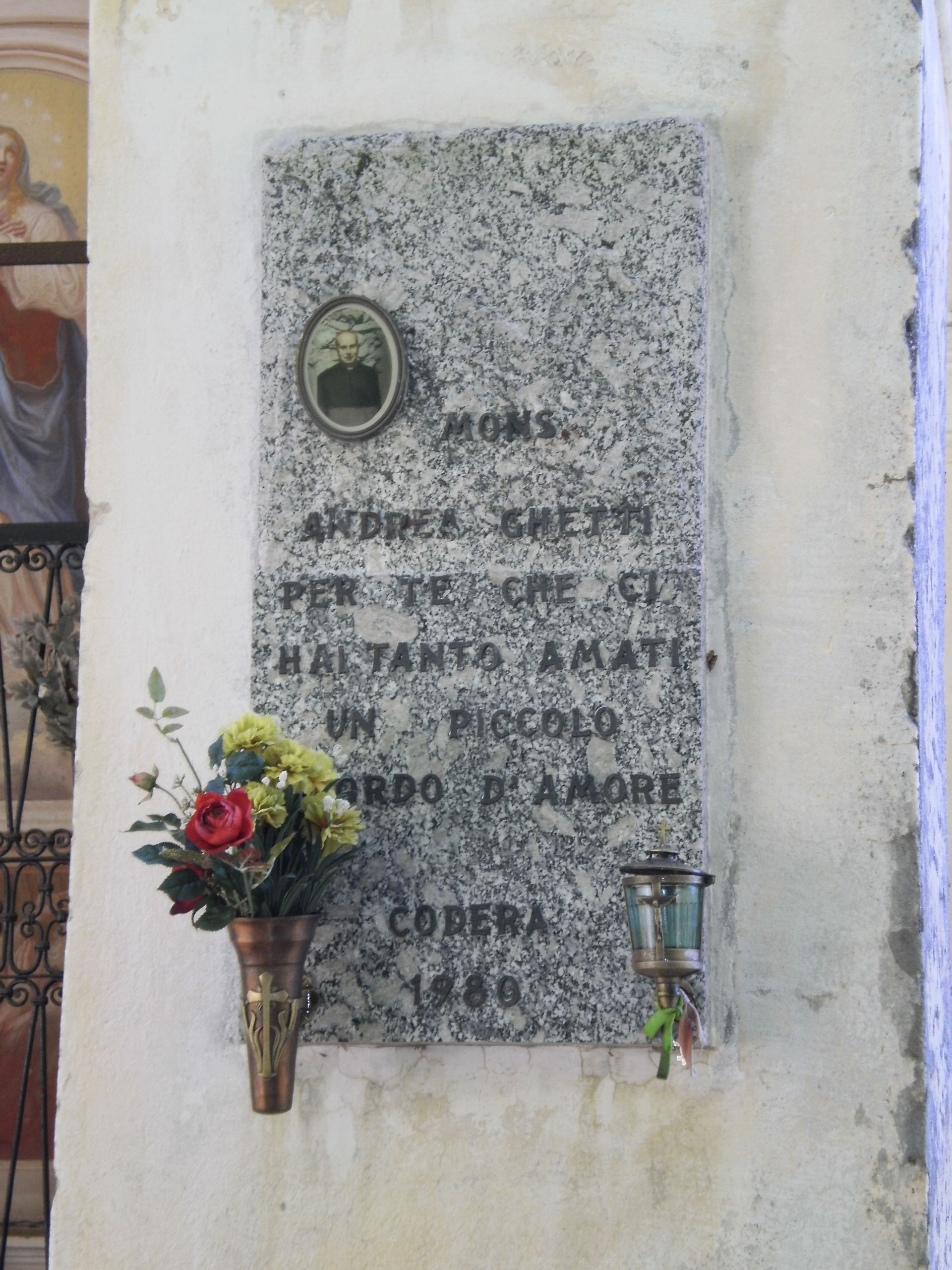
Dedica ad Andrea Ghetti posta vicino al cimitero di Codera dopo la sua morte

Il 5 agosto 1980, durante la route del clan "La Rocchetta", muore in un incidente automobilistico. Viene poi sepolto in una fossa del Cimitero Maggiore di Milano.
Tempo dopo, i resti di monsignor Andrea Ghetti sono stati portati nella cappella di San Giorgio di Casa Scout, presso il Comitato Regionale Lombardo dell'AGESCI, in via Marco Burigozzo 11, sempre a Milano, e tumulati sotto il pavimento. Gli amici hanno dato vita dapprima all'”Ente Educativo Monsignor Andrea Ghetti - Baden”, e successivamente anche a una fondazione per tramandarne la memoria e il pensiero.

## Riconoscimenti
Il 7 dicembre 1980 gli viene conferito dal sindaco Carlo Tognoli l'Ambrogino d'oro (massima riconoscenza del Comune di Milano) alla memoria. Lo stesso riconoscimento va al fratello minore Vittorio.